# Mala vodna kača (ozvezdje)
Mala vodna kača  (latinsko Hydrus) je majhno ozvezdje globoko na južnem nebu. Je eno od dvanajstih ozvezdij, ki jih je iz opažanj Pietra Dirkszoona Keyserja in Fredericka de Houtmana ustvaril Petrus Plancius. Prvič se je pojavilo leta 1597 na 35-centimeterskem nebesnem globusu v Amsterdamu. Ustvarila sta ga Plancius in Jodocus Hondius. Prvič je bilo upodobljeno v Uranometrii astronoma Johanna Bayerja leta 1603. Francoski astronom Nicolas-Louis de Lacaille je leta 1756 zabeležil najsvetlejše zvezde in jih poimenoval. Ime ozvezdja pomeni "moška vodna kača" v nasprotju s Hydro - "žensko vodno kačo". Za večino opazovalcev s severne poloble ostane pod obzorjem.
Najsvetlejša zvezda v ozvezdju je Beta Male vodne kače z navideznim sijem 2,8 in je najsvetlejša zvezda v okolica južnega nebesnega pola. Gama Male vodne kače je rdeča orjakinja, ki pulzira z navideznim sijem med 3,26 in 3,33. VW Male vodne kače je ena najsvetlejših eruptivnih zvezd spremenljivk tipa pritlikava nova. V štirih zvezdnih sistemih so do danes našli planete, vključno z HD 10180, ki ima morda celo 9 spremljevalcev.

## Zgodovina
Mala vodna kača je eno od 12 ozvezdij, ki jih je Petrus Plancius ustvaril po opazovanjih Pietra Dirkszoona Keyserja in Fredericka de Houtmana, ki sta odpotovala na prvi nizozemski trgovski odpravi ("Eerste Schipvaart") proti Vzhodni Indiji. Prvič se je pojavilo na globusu s premerom 35 cm iz leta 1597/8 v Amsterdamu. Izdelala sta ga Plancius in Jodocus Hondius. De Houtman ga je vključil v svoj katalog južnih zvezd kot "De Waterslang" - Vodna kača in predstavlja kačo, na katero je naletel med odpravo in ne kakšnega bitja iz mitov. Francoski raziskovalec in astronom Nicolas Louis de Lacaille ga je na nebesnem zemljevidu južnega neba iz leta 1756 poimenoval l'Hydre Mâle, s čimer ga je žele ločiti on ženske kače Hidre. Jean Fortin je v svojem Atlas Céleste iz leta 1776 obdržal ime, medtem ko ga je Lacaille v delu Coelum Australe Stelliferum iz leta 1763 latiniziral v Hydrus.

## Značilnosti
Ozvezdje je nepravilne oblike. Na jugovzhodu meji na Mizo, na vzhodu na Eridana, na severovzhodu na Uro in Mrežo, na severu na Feniksa, na severozahodu in zahodu na Tukana, na jugu pa na Oktant; Lacaille je ozvezdju skrajšal rep, da bi naredil prostor za to svoje zadnje ozvezdje. Pokrivna površino 243 kvadratnih stopinj oz. 0.589% nočnega neba, s čimer se uvršča na 61. mesto med 88 sodobnimi ozvezdji. Tričrkovna oznaka za ozvezdje Mednarodne astronomske zveze iz leta 1992 je "Hyi'. Uradne meje ozvezdja je leta 1930 začrtal belgijski astronom Eugène Delporte in jih opredelol z dvanajstkotnikom. V ekvatorskem koordinatnem sistemu ležijo koordinate rektascenzije teh meja med 00h 06.1m in 04h 35.1m, koordinate deklinacije pa med -57.85° in -82.06°. Ker leži globoko na južnem nebu, ga lahko na severni polobli v celotni vidijo samo opazovalci južno od zemljepisne širine 30°N, za opazovalce južno od širine 50°S je ozvezdje na nebu celotno leto. Herman Melville ga omenja skupaj z bivšim ozvezdjem Argo Navis v Moby Dicku "pod svetlim nebom Antarktike", kar kaže na njegovo poznavanje južnih ozvezdij zaradi kitolovskih odprav. Črta, ki poteka po daljšem kraku Južnega križa do Bete Male vodne kače in se potem podaljša 4,5-krat, kaže na južni nebesni tečaj. Mala vodna kača kulminira ob polnoči okoli 26. oktobra.

### Zvezde
Keyzer in de Houtman sta mu v svojem malajskem in madagaskarskem besednjaku pripisala 15 zvezd, tudi kasneje preimenovano Alfo Male vodne kače za glavo, Gamo za prsa in kobico drugih, ki so postale kasneje del ozvezdij Tukana, Mreže, Mize in Ure, za telo in rep. Lacaille je zabeležil in poimenoval 20 zvezd od alfe do taua. Za prostorsko bližnje zvezde je dvakrat uporabil črke eta, pi in tau ter izpustil omikron in hi. S črko ro je poimenoval zvezdo, ki je kasnejši astronomi niso uspeli najti.
Najsvetlejše zvezde v Mali vodni kači so:
- β Male vodne kače (najsvetlejša zvezda z navideznim sijem 2,8, 24 svetlobnih let od Zemlje, rumena podorjakinja tipa G, razred G2 IV, za astronome je zanimiva, saj spominja na možno usodo Sonca; je tudi najsvetlejša zvezda v bližini pola)[9][14][15]
- α Male vodne kače (navidezni sij 2,9, 72 svetlobnih let, bela podorjakinja razred F0IV)[16][17][18]
- γ Male vodne kače (spremenljivka z navideznim sijem med 3,26 in 3,33, 214 svetlobnih let, rdeča orjakinja razreda M2III)[19]

VW Male vodne kače je pritlikava nova tipa SU Velikega medveda. Gre za bližnjo dvojno zvezdo iz bele pritlikavke in druge večje zvezde, ki pritlikavko napaja z maso in tvorki akrecijski disk. Takšne sisteme zaznamujejo pogosti izbruhi in redkejši superizbruhi, ki se razlikujejo po trajanju in aktivnosti.

### Objekti globokega neba
- IC 1717 je pozno v 19. stoletju zabeležil danski astronom John Louis Emil Dreyer, a ga več ni tam, zato je bil verjetno komet.[21]
- PGC 6240 ali galaksija Bele vrtnice je orjaška spiralna galaksija z ovojem, ki spominja na cvetove vrtnice. Oddaljena je 345 milijonov svetlobnih let. Ker vsebuje kroglaste zvezdne kopice treh starosti, je v njej prav verjetno prižlo do tvorbe novih zvezd po zlitju z drugo galaksijo.[22]
- galaksija NGC 1511 leži prečno na opazovalce z zemlje in se jo zlahka vidi z amaterskim teleskopom.
- Veliki Magellanov oblak sega v Malo vodno kačo, večinoma pa se nahaja v Zlati ribi.[23]
- NGC 1466 je kroglasta zvezdna kopica na robu galaksije, ki vsebuje mnogo spremenljivk tipa RR Lire. Stara naj bi bila preko 12 milijard let in leži na robu Velikega Magellanovega oblaka.[24]
- NGC 602 je sestavljen iz emisijske meglice in mlade, svetle odprte zvezdne kopice zvezd. Sega preko vzhodnega roba Malega Magellanovega oblaka[25] in je satelitska galaksija Rimske ceste. Večina meglice se nahaja v sosednjem ozvezdju Tukana.[26]